# Moos-Puppenschnecke

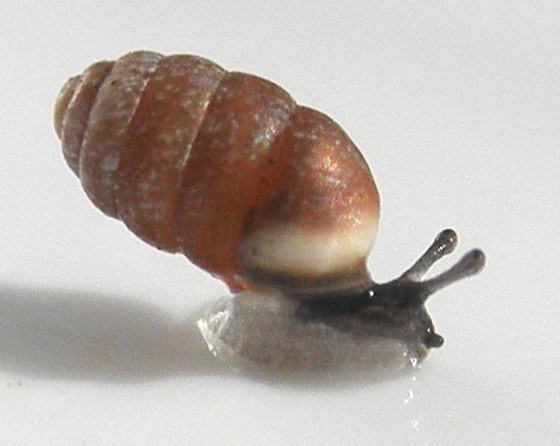
Lebendes Tier

Die Moos-Puppenschnecke (Pupilla muscorum), auch Moospuppenschnecke, Moospüppchen oder Gemeines Moospüppchen genannt, ist eine Schneckenart aus der Familie der Puppenschnecken, die zur Unterordnung der Landlungenschnecken (Stylommatophora) gerechnet wird.

## Merkmale
Die Gehäuse sind mit 3 bis 4 mm Höhe und 1,65 bis 1,75 mm im Durchmesser recht klein. Es ist walzenförmig mit einem gerundeten Apex. Die fünf bis sieben Umgänge sind an der Peripherie schwach gewölbt, die Naht relativ seicht. Häufig ist der letzte Umgang etwas niedriger als der vorletzte Umgang. Trockenheit und sehr kalkige Böden sind in manchen Gebieten mit kleineren, dickeren und kräftiger bezahnten Gehäusen korreliert. Das Gehäuse variiert etwas im Längen-Breitenverhältnis und in der Wölbung der Umgänge.
Die Mündung ist rundlich mit einem verdickten, aber wenig umgeschlagenen Mundsaum. Es ist ein starker, weißlicher, dammförmiger Nackenwulst ausgebildet, der vom Mundsaum durch eine rinnenförmige Vertiefung abgesetzt ist. Die Mündung ist gelegentlich nicht bezahnt, häufig ist jedoch ein kleiner, kallöser Parietalzahn vorhanden. In stärker bezahnten Exemplaren sind bis zu drei Zähne vorhanden, neben dem (meist vorhandenen) Parietalzahn ein Columellar- und ein unterer Palatalzahn. Die Schale ist relativ dick und schwach durchscheinend. Die Außenseite des Gehäuses ist fast glatt bzw. nur sehr fein und unregelmäßig gestreift, nicht glänzend, und braun bis rötlichbraun gefärbt. Bei adulten Exemplaren ist das Gehäuse häufig schon leicht angewittert und daher schon grauweiß.
Das Tier ist klein, der Weichkörper dunkel gefärbt mit etwas helleren Seiten und hellerem Fuß. Die oberen Tentakeln sind mäßig lang, die unteren Tentakeln recht kurz.
Im zwittrigen Genitalapparat zweigt der Samenleiter (Vas deferens) früh vom Eisamenleiter (Spermovidukt) ab. Er ist wenig gewunden und tritt apikal in den Epiphallus ein. Dieser ist relativ lang, etwa so lang wie der Penis. Am Übergang Epiphallus/Penis ist ein kurzer, konusförmiger Blindsack ausgebildet. in der unteren Hälfte des Penis setzt der sehr lange, gegliederte Appendix an. Das untere Drittel des Appendix ist dick, die oberen zwei Drittel dünn ausgezogen, das obere Ende länglich-keulenförmig verdickt. Der Penisretraktormuskel teilt sich in zwei Stränge auf, die am Epiphallus und am Ende des verdickten Drittel des Penisappendix ansetzen. Der freie Eileiter (Ovidukt) ist etwa so lang oder etwas kürzer als die Vagina. Der Stiel der Spermathek ist sehr dünn, die Blase kaum ausgebildet. Kurz vor dem Ende setzt ein kurzes Divertikel an. Die Tiere sind ovivivipar; bei schwangeren Exemplare fungiert der Spermovidukt als Uterus und ist stark aufgebläht. Die männlichen Teile des Geschlechtsapparates werden rückgebildet und zu fadenartigen Strukturen verkleinert.

### Ähnliche Arten
Die Moos-Puppenschnecke ist nur sehr schwer von der Feuchtwiesen-Puppenschnecke zu unterscheiden. Molekulargenetische, ökologische und gehäusemorphologische Merkmale zusammen erlauben jedoch eine sichere Unterscheidung der beiden Arten. Die Feuchtwiesen-Puppenschnecke ist etwas größer (höher) und breiter als die Moos-Puppenschnecke und hat mehr und gewöhnlich stärker gewölbte Windungen mit tieferen Nähten. Sie besitzt eine dünnere, dunklere Schale, und die Anwachsstreifen sind etwas gröber als bei Moos-Puppenschnecke. Die Mündungslippe ist etwas schwächer entwickelt, und die Mündungszähne sind bei der Feuchtwiesen-Puppenschnecke meist schwächer ausgebildet und setzen direkt an der Gehäusewand an, nicht von einem Kallus, wie es manchmal bei der Moos-Puppenschnecke der Fall ist. Besonders in Exemplaren von Feuchtwiesen-Puppenschnecke aus Skandinavien fehlen die Zähne oft komplett. Der Lebensraum der beiden Arten ist verschieden, Feuchtwiesen bei der Feuchtwiesen-Puppenschnecke, trockene Standorte bei der Moos-Puppenschnecke. Bei der Zweizähnigen Puppenschnecke sind die Umgänge sind an der Peripherie etwas stärker gerundet, die Nähte etwas tiefer. Die Art ist außerdem im Durchschnitt kleiner als Pupilla muscorum und etwas schwächer gestreift. Die Gestreifte Puppenschnecke (Pupilla sterrii) ist deutlich stärker oder gröber gestreift.

## Geographische Verbreitung und Lebensraum
Das Verbreitungsgebiet der Moos-Puppenschnecke ist holarktisch, und sie ist in fast ganz Europa zu finden (mit Ausnahme des äußersten Norden). Auch aus Nordwestafrika gibt es Nachweise. 2009 wurde die Art auch in Nordpakistan nachgewiesen.
Die Tieren siedeln bevorzugt auf kalkigem Untergrund, aber auch auf basaltischem Untergrund, auf trockenen Standorten wie Trockenrasen, Trockenmauern und Geröllfeldern. Sie kommt auch in trockenen Küstendünen vor. In den Alpen steigt sie bis auf 2400 m über Meereshöhe an, in Bulgarien bis 1200 m. In Nordpakistan wurde sie in Höhen bis 2550 m über Meereshöhe gefunden. Sie leben dort oft in großer Anzahl im Mulm unter der Laubstreu, unter abgestorbenen Pflanzen, im Moos, oder zwischen den Wurzeln der dort wachsenden Pflanzen.

## Lebensweise
Die Tiere sind ovovivipar und tragen Eier und Embryonen das ganze Jahr über. Der Spermovidukt enthält in dieser Zeit ein bis acht Embryonen (im Mittel: 2 bis 6), sehr selten auch bis 10 Embryonen. Die Embryonen sind meist in verschiedenen Entwicklungsstadien, wobei die Embryonen im unteren Teil des Spermovidukts am weitesten entwickelt sind, sehr selten sind die Embryonen im jeweils gleichen Entwicklungsstadium, das allerdings nur wenn sich wenige Embryonen (1 bis 2, selten 3). Befanden sich drei und mehr Embryonen im Spermovidukt waren die Embryonen fast immer in unterschiedlichen Entwicklungsstadien. In Polen war die Hauptphase, in der die voll entwickelten Embryonen entlassen wurden von Juni bis August, in Frankreich von Juli bis September. Die Geschlechtsreife wird vermutlich erst im zweiten oder dritten Jahr erreicht. Die Tiere sterben vermutlich nach der Fortpflanzungsperiode ab.  Wenn die Tiere Eier und Embryonen tragen kopulieren sie nicht mehr, und die männlichen Ausführgänge werden zu fadenähnlichen Strukturen reduziert.
Die Tiere fressen überwiegend welke, verrottende Blätter, also totes Pflanzenmaterial, nur selten werden grüne Blätter befressen.

## Taxonomie
Das Taxon wurde bereits 1758 als Turbo muscorum durch Carl von Linné im Sinne der zoologischen Nomenklatur erstmals gültig beschrieben. Sie ist de facto die Typusart der Gattung Pupilla Fleming, 1828, da die pro forma Typusart Pupa marginata Draparnaud, 1801 ein jüngeres Synonym von Pupa muscorum Linnaeus, 1758 ist. Die Fauna Europa verzeichnet vier Synonyme: die bereits erwähnte Pupa marginata Draparnaud, 1801, Pupa elongata Clessin, 1876. Pupa emigrata Westerlund, 1897 und Pupilla transsylvanica Kimakowicz, 1890 sowie Pupilla l'eprevieri Pallary, 1928.

## Gefährdung
Die Bestände der Art sind in viele Regionen rückläufig. Die Art steht in Deutschland daher auf der Vorwarnliste. In anderen Regionen sind Bestände ebenfalls rückläufig, so in Großbritannien durch die intensive Nutzung alter Wiesen auf kalkigem Untergrund. In Vorarlberg gilt die Art bereits als gefährdet. Die (IUCN) stuft sie insgesamt als nicht gefährdet ein.

## Belege

### Online
- Animal Base: Pupilla muscorum (Linnaeus, 1758)